# Maria Barroso
Maria de Jesus Simões Barroso Soares GCL • GCIP • GCSI (Fuseta, Olhão, 2 de maio de 1925 ― São Domingos de Benfica, Lisboa, 7 de julho de 2015) foi uma atriz, professora e ativista política e social portuguesa, tendo sido uma das fundadoras do Partido Socialista (PS), na Alemanha, em 1973. Como esposa do 17.º presidente de Portugal, Mário Soares, foi primeira-dama do seu país entre 1986 e 1996.

## Família
Filha de Alfredo José Barroso (Alvor, Portimão, 15 de abril de 1887 — Campo Grande, Lisboa, 14 de janeiro de 1970), oficial do Exército, e de sua mulher Maria da Encarnação Simões, natural de Coimbra (freguesia da Sé Nova), casados em Alvor em 1912. Neta paterna de José Barroso de Sousa e de sua mulher Maria de Jesus Barroso e neta materna de Manuel Maria dos Santos e de sua mulher Maria da Rainha Santa.
Era tia paterna do jornalista e político Alfredo Barroso e tia materna do cineasta Mário Barroso, do médico cirurgião Eduardo Barroso e da bailarina Graça Barroso.[carece de fontes?]

## Biografia
De uma família numerosa — foi a quinta de sete irmãos — Maria de Jesus Barroso acompanhou na infância as mudanças da família, da Fuseta para Setúbal e, em seguida, de Setúbal para Lisboa. O pai, opositor à ditadura, esteve preso na Penitenciária de Lisboa e foi deportado para os Açores, onde foi encarcerado no Forte de Angra do Heroísmo. Depois da instrução primária, que fez em Setúbal e em Lisboa, frequentou os liceus D. Filipa de Lencastre e Pedro Nunes.
Na adolescência interessa-se pelo teatro e pela arte de dizer poesia, o que a levará a frequentar o Curso de Arte Dramática da Escola de Teatro do Conservatório Nacional. Terminou esse curso em 1943. Foi encenadora e professora de Arte de Dizer no Colégio Moderno, em substituição de Manuel Lereno. Por intermédio do ator Assis Pacheco entra na prestigiada companhia de teatro Rey Colaço-Robles Monteiro, sediada no Teatro Nacional D. Maria II, em substituição de Maria Lalande. Estreou-se em 1944 no elenco de Aparências, de Jacinto Benavente, encenada por Palmira Bastos, e teve uma interpretação destacada em Benilde ou a Virgem Mãe, de José Régio. Por volta do ano de 1946, após representar em Coimbra A Casa da Bernarda Alba, de Frederico Garcia Lorca, é impedida de continuar naquela companhia por interferência da PIDE.
Ao mesmo tempo que fazia carreira como atriz, Maria Barroso prosseguiu os estudos na Faculdade de Letras, onde viria a completar uma licenciatura em Ciências Histórico-Filosóficas, em 1951. Foi na faculdade que conheceu Mário Soares, com o qual viria a casar a 22 de fevereiro de 1949, por procuração (mas com registo na 3.ª Conservatória do Registo Civil de Lisboa). Soares estava então preso por motivos políticos e foi representado no casamento por Rogério de Araújo. Foram padrinhos de casamento Joaquim Barradas de Carvalho e Ruth Arons, em casa de quem Mário Soares se refugiou pouco antes de ser preso pela PIDE em 15 de fevereiro de 1949, e também o escritor Manuel Mendes, que se encontrava igualmente preso, e a sua esposa Berta Júlia das Neves Mendes. Com Mário Soares teve dois filhos, João, que seguiu a carreira política; e Isabel, psicóloga e professora do Colégio Moderno, onde sucedeu a sua mãe como diretora.
Depois de ser impedida de trabalhar no teatro, Maria Barroso seria também proibida pelo governo de ser professora. Candidata ao estágio para o ingresso na docência, não foi admitida na escola pública, optando então por realizar o estágio no Colégio Moderno, dirigido pelo seu sogro, João Soares. Ao fim do período de dois anos, porém, ser-lhe-ia rejeitada pelo Ministério da Educação Nacional, a licença para o exercício da docência no ensino particular. Acaba por assumir a gerência do colégio familiar e só depois do 25 de abril de 1974 assumiria, legalmente, a função de diretora  do Colégio Moderno.
Voltará à representação, em Antígona (1965) no Teatro Villaret, e no cinema, com o surgimento da vaga do Cinema Novo Português, participando no filme de Paulo Soares da Rocha, Mudar de Vida, estreado em 1966. Já na década de 1970 e década de 1980 participou em filmes de Manoel de Oliveira (1985 - Le Soulier de Satin, 1979 - Amor de Perdição, 1975 - Benilde ou a Virgem Mãe).[carece de fontes?]

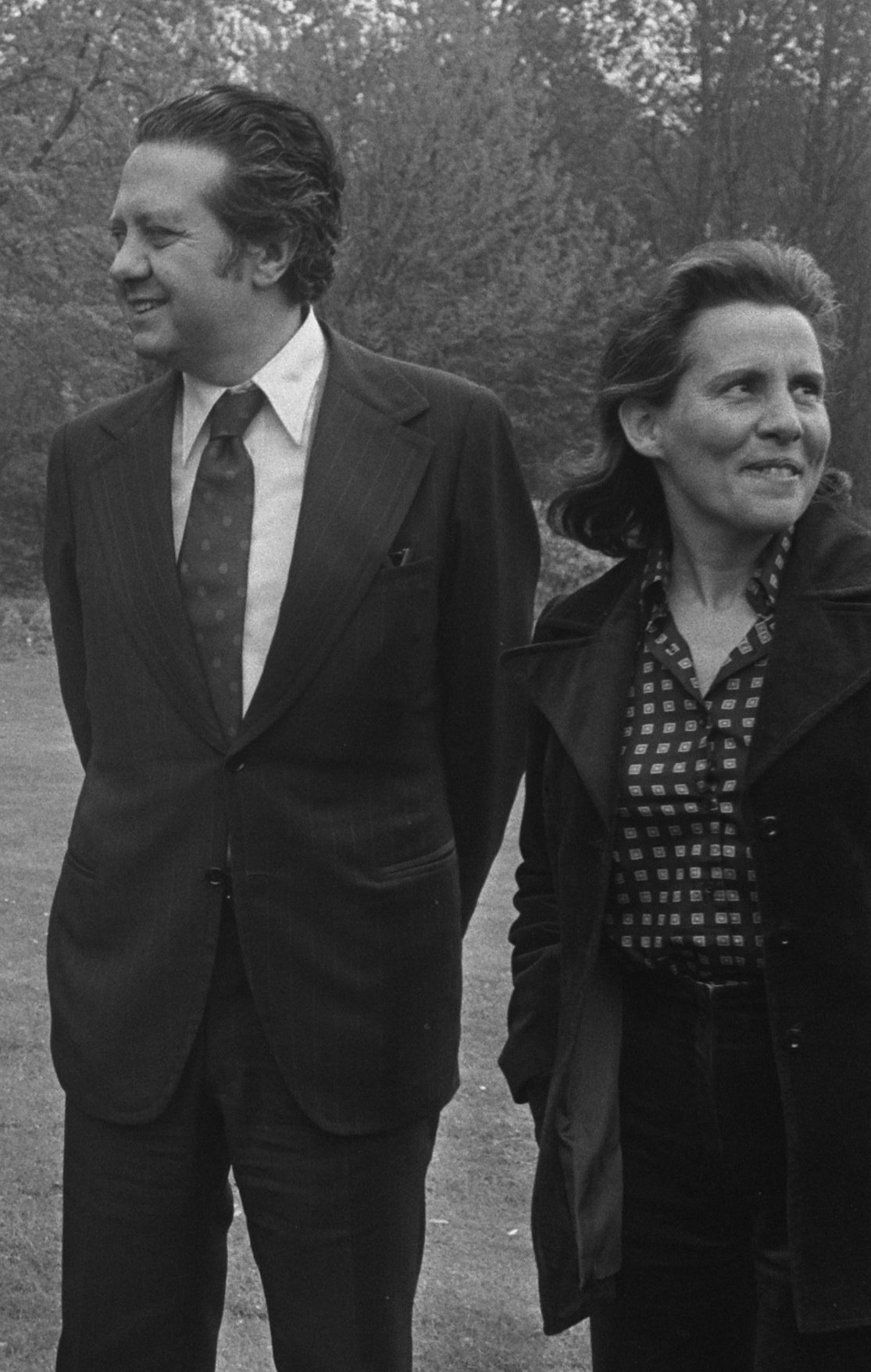
Mário Soares e Maria Barroso em 1974

Em 1968 Maria Barroso acompanha o marido quando este é deportado para São Tomé, onde é de novo impedida de dar aulas, também a nível particular. Depois, já na década de 1970, quando o governo de Marcello Caetano permite a Soares o exílio em Paris, Maria Barroso volta a Portugal, continuando a assegurar a gestão do colégio familiar.
Em 1969 Maria Barroso foi candidata a deputada pela CEUD, liderada por Mário Soares, e onde se inseriam também católicos e monárquicos envolvidos na oposição democrática ao regime. Em 1973 participou no III Congresso da Oposição Democrática, em Aveiro, sendo a única mulher a intervir na sessão de abertura.

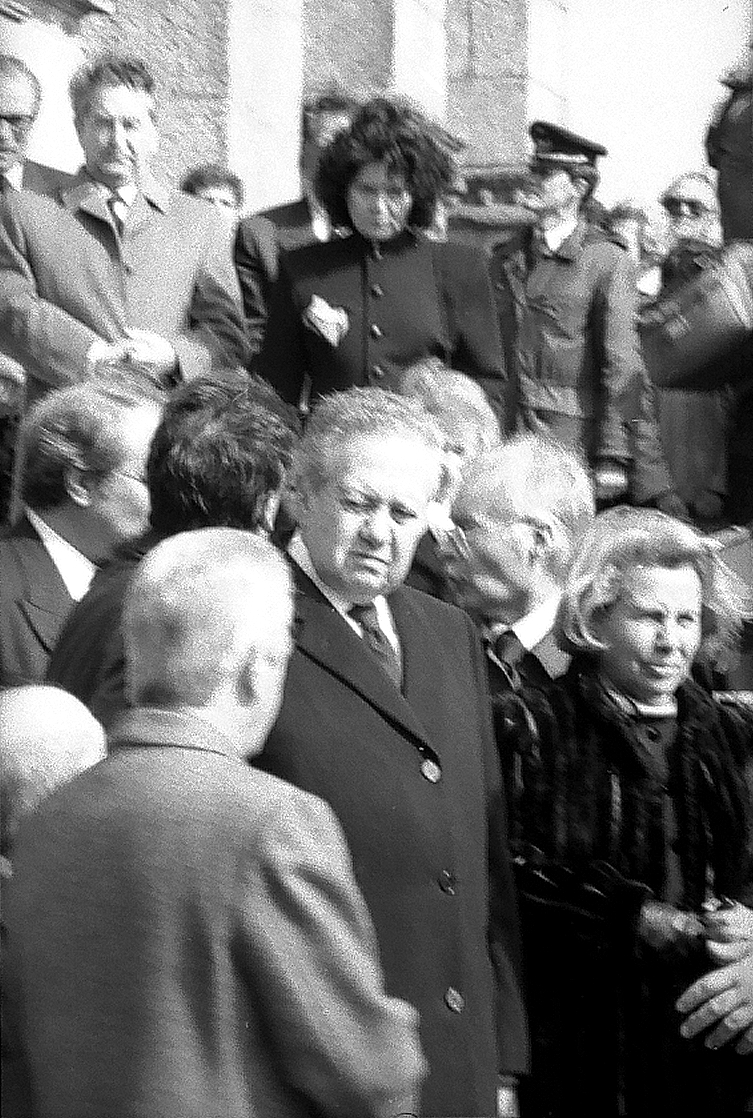
Mário Soares e Maria Barroso no funeral do Bispo do Porto, D. António Ferreira Gomes, em 1989

Foi uma das sete pessoas a votar contra a transformação da Acção Socialista Portuguesa em partido, contra a posição oficial de Mário Soares.
Depois do 25 de abril de 1974 Maria Barroso foi eleita deputada à Assembleia da República, sucessivamente, pelos círculos de Santarém, Porto e Faro, nas legislaturas iniciadas em 1976, 1979, 1980 e 1983. Em 1976, foi eleita deputada à Assembleia Municipal de Sintra.
Em 1986 Mário Soares é eleito Presidente da República e Maria Barroso assume o papel de primeira-dama de Portugal (1986–1996). Nessa qualidade a sua intervenção dirigiu-se à defesa do sentido da família e no combate à exclusão social e a todas as formas de violência, participando em diversas iniciativas quer em Portugal quer noutros países de língua oficial portuguesa. Em 1990 criou o movimento Emergência Moçambique, outorgando, no ano seguinte, a escritura da Associação para o Estudo e Prevenção da Violência. Em 1995 presidiu à abertura do ciclo de realizações do Ano Internacional de Luta contra o racismo, a xenofobia, o antissemitismo e a exclusão social.
Depois de deixar o Palácio de Belém, em 1997, assumiu a presidência da Cruz Vermelha Portuguesa, cargo que exerceu até 2003. Foi ainda sócia-fundadora e presidente do Conselho de Administração da ONGD, desde 1994 até ao seu falecimento, e da Fundação Aristides de Sousa Mendes.
Foi distinguida com o doutoramento Honoris Causa pela Universidade de Lesley (23 de maio de 1994), pela Universidade de Aveiro (16 de dezembro de 1996), pela Universidade de Lisboa (3 de novembro de 1999) e pela Universidade Lusófona em 2012. Foi professora honorária da Sociedade de Estudos Internacionais de Madrid. Recebeu também a Grã-Cruz da Ordem da Liberdade a 7 de março de 1997.
Maria Barroso faleceu aos 90 anos de idade, no dia 7 de julho de 2015, às 5h20m, no Hospital da Cruz Vermelha, freguesia de São Domingos de Benfica, em Lisboa, onde estava internada, em estado grave, desde 25 de junho de 2015, devido a uma queda que a deixou em estado de coma irreversível. Foi-lhe diagnosticado um derrame intracraniano e entrou em coma no mesmo dia. O funeral realizou-se dia 8 na Igreja dos Santos Reis Magos, no Campo Grande. Foi sepultada no Cemitério dos Prazeres, em Lisboa, em jazigo de família.
Maria Barroso abraçou a fé católica e era politicamente republicana. Foi também a única mulher presente na reunião de fundação do Partido Socialista em Bad Münstereifel, na Alemanha, em abril de 1973.

## Condecorações[20][16]
- Grã-Cruz da Ordem da Bandeira da Hungria (25 de novembro de 1982)
- Grande-Oficial da Ordem da Fénix da Grécia (17 de maio de 1983)
- Grã-Cruz da Ordem Real da Estrela Polar da Suécia (28 de janeiro de 1987)
- 1.ª Classe da Ordem de Francisco de Miranda da Venezuela (18 de novembro de 1987)
- Cruz de Dama da Real e Distinguida Ordem Espanhola de Carlos III de Espanha (30 de março de 1988)
- Grã-Cruz da Ordem de Rio Branco do Brasil (25 de julho de 1989)
- Grande-Colar da Ordem Nacional do Zaire (4 de dezembro de 1989)
- Grã-Cruz da Ordem Naciuonal do Mérito de França (7 de maio de 1990)
- Grã-Cruz da Ordem Nacional do Mérito da Colômbia (8 de janeiro de 1991)
- Grã-Cruz de 1.ª Classe da Ordem do Mérito da República Federal da Alemanha (9 de janeiro de 1991)
- Grã-Cruz da Ordem do Mérito Civil e Militar de Adolfo de Nassau do Luxemburgo (9 de janeiro de 1991)
- Grã-Cruz da Ordem da Rosa Branca da Finlândia (8 de março de 1991)
- Grã-Cruz da Ordem do Dannebrog da Dinamarca (3 de agosto de 1992)
- Medalha de Ouro da Ordem da Rosa da Bulgária (26 de outubro de 1994)
- Grã-Cruz da Ordem de Ouissam Alaoui de Marrocos (20 de fevereiro de 1995)
- Grã-Cruz da Ordem da Liberdade de Portugal (7 de março de 1997)
- Grã-Cruz Honorária da Ordem Real de Santa Isabel de Portugal (3 de julho de 2002)[10][21]
- Grã-Cruz da Ordem da Instrução Pública de Portugal (3 de junho de 2025, a título póstumo)

## Prémios
[carece de fontes?]
- Prémio “Impegno Per La Pace” da Associação Insieme per la Pace – Roma
- Prémio “Beca” do Colégio Mayor Zurbaran – Madrid
- Medalha de Ouro de Serviços Distintos da Liga dos Bombeiros Portugueses
- Medalha da Solidariedade da CNAF
- Medalha da Cruz Vermelha de Mérito
- Medalha de Prata do Prémio Alcuin
- Medalha de Ouro da FERLAP
- Medalha de Ouro da Cidade de Ovar
- Medalha de Ouro da Cidade de Olhão
- Medalha de Ouro da Cidade de Faro
- Algarvia do ano de 1997 pela Associação de Imprensa Regionalista Algarvia
- Personalidade do Ano 1998 na área da solidariedade pela Revista Gente e Viagem
- Mulher mais Elegante do Ano de 1998 – Revista VIP
- Colar da Academia Internacional da Cultura Portuguesa
- Prémio uma das Dez Mulheres do Ano 1999 – Brasil
- Prémio D. Antónia Ferreira (2000)
- Prémio Prestige
- Troféu “Manus Cais”
- Prémio “Vida Solidária” – Radio Central FM de Leiria
- Prémio Femina de Honra 2011
- Prémio Ângelo d’Almeida Rodrigues atribuído pela Ordem dos Advogados em 2016, pela denúncia da violação dos direitos humanos[22]
- Em 2017 foi criado o Prémio Maria Barroso – Jornalismo ao Serviço da Paz e Desenvolvimento.[23]
- O Município de Lagoa instituiu o Prémio Maria Barroso que pretende distinguir os contributos relevantes de mulheres e de homens para a construção e valorização da igualdade, género e cidadania no mundo contemporâneo e em particular no sul de Portugal.[24]

## Associações
[carece de fontes?]
- Presidente do Movimento Special Olympics em Portugal
- Presidente do Movimento Very Special Arts em Portugal
- Fundadora e Presidente do Conselho de Solidariedade Social da Fundação para o Estudo e Prevenção e Tratamento da Toxicodependência
- Presidente de Honra da UNICEF em Portugal
- Presidente da Comissão Nacional do Instituto de Emergência Infantil
- Fundadora e Presidente da Assembleia Geral da Associação para o Estudo e Prevenção da Violência - APEV
- Membro Eleito do Conselho de Opinião da RTP
- Membro do Comité de Honra do Fundo Especial para a Saúde em África da Organização Mundial de Saúde
- Membro da Comissão de Honra da AMI - Assistência Médica Internacional
- Presidente de Honra da AIEPS - Associação de Informação, Educação e Promoção da Saúde
- Membro da Fundação Idálio de Oliveira
- Membro Fundador da “Association pour la Convention Thèatrale Européene - França
- Presidente de Honra da Orquestra da Nova Filarmónica Portuguesa
- Presidente da Comissão de Honra da Orquestra Filarmónica de Lisboa e Academia Nacional Superior de Orquestra
- Sócia Fundadora da Associação de Miastenia Gravis e Doenças Neuro-Musculares
- Membro do Conselho Directivo do Banyan Fund
- Patrona do Projecto Masungulo - projecto cultural e de apoio humanitário aos refugiados de Moçambique e criado pelo Padre Jean-Pierre Le Scour (terminou)
- Membro do Júri do Prémio Alcuin da EPA (European Parents Association)
- Presidente de Honra da Associação para a Prevenção de Acidentes com Crianças
- Professora Honorária do 38.º Curso de Altos Estudos Internacionais - Madrid (Sociedade de Estudos Internacionales - Madrid - Espanha)
- Presidente de Honra da Revista Cais (dos sem abrigo)
- Fundadora da Associação Regresso das Caravelas
- Presidente do Conselho Administrativo do Instituto Rodrigues Lapa
- Membro do Conselho Consultivo da Universidade Católica Portuguesa
- Fundadora e Presidente da Fundação PRO DIGNITATE - Fundação para os Direitos Humanos e Contra a Violência
- Membro do Board of Directors do “Angola Education Assistance Fund”
- Membro do Special Olympics-Europa Eurasia Board
- Presidente da Comissão de Honra da Liga Portuguesa dos Deficientes Motores
- Presidente da Cruz Vermelha Portuguesa até julho 2003
- Membro da Academia Internacional da Cultura Portuguesa
- Presidente da Fundação Aristides de Sousa Mendes
- Membro da Fundação D. Ximenes Belo
- Membro da Fundação Portuguesa de Cardiologia
- Sócia Benemérita da Associação Nacional dos Doentes com Artrite Reumatoide
- Júri do Prémio DuPont
- Integrou a Delegação Portuguesa da Organização Internacional de Bioética
- Membro do Conselho de Curadores da Global Ethics Forum